# Kurmi (casta)

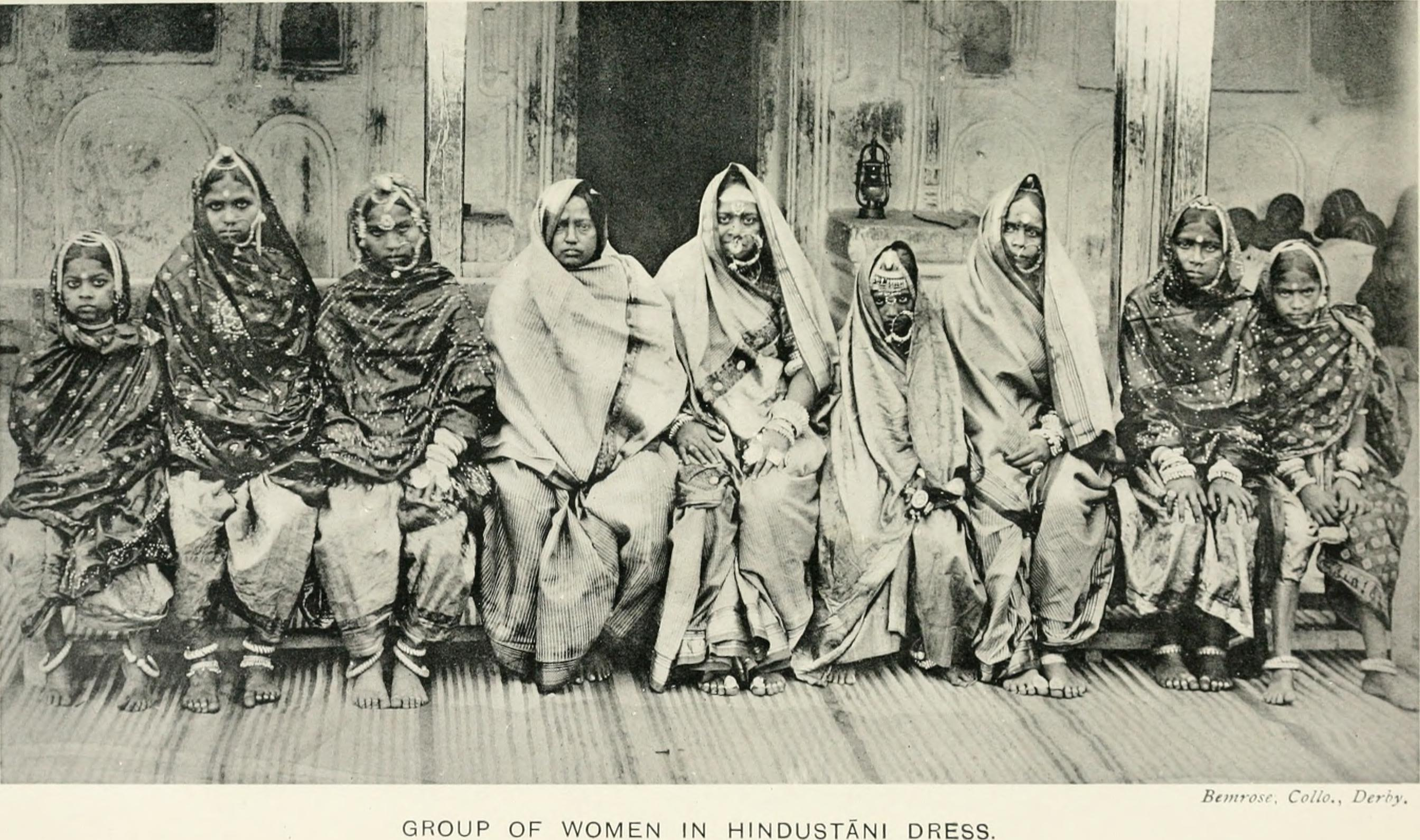
Grupo de mujeres de la casta Kurmi

Kurmi es una casta Hindú de cultivadores de la llanura indogangética del norte de la India.

## Etimología
Varias teorías aparecieron en los fines del siglo XIX acerca de la etimología de la palabra Kurmi. Según Jogendra Nath Bhattacharya (1896), esa palabra proviene de un dialecto tribal indio o de la contracción del término sánscrito krishi karmi, lo cual significa "agricultor." Otra teoría, la de Gustav Salomon Oppert (1893), postula que derivó de kṛṣmi, "arador".

## Historia

### SiglosXVIIIyXIX
Archivos de esa época indican que en el oeste de Bihar, los Kurmis habían formado alianza con los Rajputs Ujjainiya, en el poder. Muchos líderes de la comunidad Kurmi lucharon juntos con el Rey Ujjainiya Kunwar Dhir en la revuelta contra los Mogoles en 1712. Entre ellos, se recuerda a Nima Seema Rawat y Dheka Rawat.
Con el declino del imperio mogol, al principio del siglo XVIII, los pueblos del interior de la India, por una mayoridad guerreros y nómades, empezaron a llegar en los zonas asentadas donde se fundieron con la gente de las ciudades y los agricultores. Muchos nuevos dirigentes del siglo XVIII provenían de esos pueblos nómades. Tal mezcla influyó bastante la organización social de la India hasta en la época colonial. Generalmente en ese tiempo, los cultivadores y pastoralistas, que no eran de la élite, como los Kurmis, perfilando un amplio espectro social, el cual abarcaba en un lado los terratenientes privilegiados y en el lado opuesto, la clase servil y los 'impuros' entre otros.
Los Kurmis eran famosos por su actividad de huerta. Por ejemplo, en el oeste y este del Awadh, durante la mayor parte del siglo XVIII, la aristocracia musulmana rebajaba el alquiler de sus tierras de jungla a los Kurmis, para que ellos las limpiaran y las cultivaran. Sin embargo, una vez aradas, las tierras alcanzaban un precio de alquiler de 30 a 80 por ciento superior a lo corriente.

Aunque recaudadores de impuestos británicos hayan imputado esos precios altos al prejuicio del arado por las castas de la élite rural, se explicaba realmente por la mayor productividad de los Kurmis, cuyo éxito yacía en su alto manejo del abono. Según el historiador Christopher Bayly, 
Cuando la mayoridad de los campesinos abonaban solamente las tierras bordando el pueblo donde cultivaban los granos de alimento, los Kurmis salvaban el estiércol del carburante que usaban para abonar tierras más alejadas del pueblo (la manjha). De tal manera, alcanzaban cultivar productos de huerta como patatas, melones y tabaco alrededor del pueblo, sembrar los granos en la manjha, y mantener una agricultura de subsistencia del mijo en la periferia. En conjunto con unas redes de ganjs (ferias rurales fijas), los campos Kurmis o Kacchis desarrollaban economías locales en un año o dos.
La cultura Kurmi se sitúa en el cruce de distintas influencias. Los cultivadores hindúes rezaban en los santuarios musulmanes de las pequeñas ciudades fundadas por sus soberanos. Los Kurmis hindúes de Chunar y Jaunpur, por ejemplo, tomaron la costumbre islámica del matrimonio entre primos y del enterramiento. En ciertas regiones, su éxito como cultivadores permitió a los Kurmis de acceder a la propiedad y elevarse ritualmente, así como los Kurmis Ayodhya del Awadh, según Francis Buchanan, en el principio del siglo XIX. Ya en los fines del siglo XVIII, Asaf-Ud-Dowlah, el cuarto Nabab de Awadh, había intentado otorgar el título kshatriya de Raja a los Kurmis Ayodhya que habían ganado influencia y había enfrentado una oposición junta de los Rajputs, ellos mismos siendo (así descrito por Buchanan) "un grupo de recién llegados en la corte, que eran soldados campesinos apenas un año o dos atrás..." Para el historiador William Pinch: 
Los Rajputs de Awadh quienes, junto con los Brahmanes, eran los principales beneficiarios de lo que el historiador Richard Barnett caracterizó como "el programa de movilidad social permisivo de Asaf”, no dejarían que esa movilidad sobrepasara ciertos limites socio-culturales arbitrarios. ... Las reivindicaciones divergentes de estatuto a lo largo del siglo XIX (y antes) enseñan que, aunque los no-Musulmanes aceptaban el varna como base de su identidad, la posición del individuo y del jati dentro de esa jerarquía varna quedaba en discrepancia.
Si en muchos lados del Norte de la India, en el siglo XVIII, la granja de campesinos libres era la forma de agricultura típico, en otras regiones, un conjunto de factores climático, político y demográfico dejó a los campesinos cultivadores, como los Kurmis, en una situación de mayor dependencia. En la provincia de Benares, la cual había caído en 1779 bajo la competencia de la Compañía Británica de las Indias Orientales, la hambruna Chalisa de 1783 y la implacable recaudación de la Compañía hicieron perder su estatuto a muchos cultivadores Kurmis . Un recaudador británico escribió en 1970, "Ocurrió lamentablemente, en este distrito tal como en otros, que una gran proporción de Kurmis, Kacchis and Koeris fueron suplantados por Brahmanes"... "y sufrieron la pérdida de ingresos agrícolas" por parte debida a "esa mutación desfavorable entre los cultivadores..." 

En la primera mitad del siglo XIX, las clases terratenientes padecieron presiones económicas de mayor fuerza. Los precios de las tierras agrícolas cayeron en un momento en el que la Compañía de las Indias Orientales, después de adquirir las Provincias Conquistadas y Cedidas (Actuales Provincias Orientales del Norte) en 1805, empezó a exigir a los propietarios impuestos de rentas más altos. La anexión de Awah, en 1856, aumentó el miedo y descontento entre la élite propietaria y, por lo tanto, puede haber contribuido a la Rebelión de la India de 1857. Dichas presiones económicas también abrieron algunas zonas marginales a la agricultura intensiva y cambiaron el destino de los campesinos, por parte Kurmis, que las cultivaban. Después del estallido, las clases terratenientes, vencidas y aún más acorraladas económicamente en el Nuevo Raj Británico, intentaron descalificar a sus inquilinos y obreros por su nacimiento y exigir que trabajaran sin sueldo. Según la historiadora antropóloga Susan Bayly, 
En ciertas ocasiones, se trataba de reactivar o intensificar formas existentes de servidumbre. En otras, eran demandas totalmente nuevas, al apuntar a cultivadores y ganaderos como los Koeris, Kurmis y Ahirs, 'limpios' y adoradores de Ram -y de Krishna... En ambos casos, apelaban a la teoría sanscrítica del varna o la convención de la casta brahmanica para apoyar sus reivindicaciones... Los cultivadores Kurmis y Goala/Ahir que alquilaban a esos 'hacendados' se vieron designados como Shudras, es decir, como servidores de los varnas superiores Kshatriya y Brahmán.
Las clases de la élite terrateniente, tales como los Rajputs y los Bhumihars, intentaban entonces imponerse como los guardianes de la antigua tradición hindú. En esa misma época, ocurrió una proliferación de los rituales Brahmanicos en el cotidiano de la élite, con mayor atención a la pureza de las líneas de sangre, restricción de las alianzas matrimoniales y, como lo había notado un reformista social en ese momento, un aumento de los infanticidios femeninos, escasamente practicados entre los Kurmis.

En la secunda mitad del siglo XIX advino también la edad de la etnología – presentada en aquellos tiempos como la ciencia de la raza – en el ámbito de los estudios de las sociedades a través el mundo. Aunque esos métodos hayan sido desacreditados posteriormente, en la India Británica, se apresuraron a estudiarlos y adoptarlos, al igual de la ciencia antropológica. Llevadas de un lado por el fermento intelectual de la disciplina y del otro por una voluntad política ejerciendo en Gran Bretaña tanto como en la India, dos grandes análisis de las castas emergieron entre los oficiales-eruditos de la época. Según Susan Bayly: 
Figuras como (Sir William) Hunter, o el emblemático H. H. Risley (1851–1911) y su protegido Edgar Thurston, discípulos del teórico francés de la raza Topinard y sus émulos Europeos, subsumieron discusiones de castas en teorías del determinismo biológico de las esencias raciales, ... Tenían como rivales los teóricos del materialismo o de la ocupación representados por el etnógrafo y folclorista William Crooke (1848–1923), autor de una de las encuestas provinciales Castes and Tribes más leídas, y otros oficiales-eruditos como Denzil Ibbetson y E. A. H. Blunt.
La análisis de Risley, especialmente, que consideraba las castas como un principio fundador en la vida de la India, influyó los medios oficiales, como lo ilustran los censos de la India Británica y el Imperial Gazetteer fundado por Hunter. Risley se hizo más famoso por su atribución – hoy descartada - de las diferencias de castas a una variación de proporciones entre 7 rasgos raciales, los cuales incluyan los "Dravidian," "Aryo-Dravidian," y "Indo-Aryan". Los Kurmis entraban en dos de dichas categorías. En el mapa etnológico de la India publicado en el Imperial Gazetteer de 1909, basado en el censo de 1901 que Risley había supervisado, los Kurmis de las Provincias Unidas eran clasificados como "Aryo-Dravidian," mientras los Kurmis de las Provincias Centrales contaban como "Dravidians". Por única vez, en el censo de la India de 1901, la categoría de varna, sistema de estratificación cuádrupla, fue incluida en la clasificación oficial de las castas, En las Provincias Unidas (UP), los Kurmis aparecían en "Clase VIII: Castas de las cuales ciertos nacidos-dos-veces tomarían agua y pakki (alimento preparado a base de ghee), sin pregunta;" mientras, en Bihar, eran listados en: "Clase III, Sudra limpio, Subclase (a)." Según William Pinch, "la jerarquía de Risley (para las Provincias Unidas) era mucho más elaborada que la de Bihar, sugiriendo que las demandas de respetabilidad social habían sido reprimidas más profundamente en la parte occidental de la llanura indogangética,"
En los escritos de los teóricos de la ocupación, los Kurmis y los Jats eran alabados por su determinación ejemplar, su infatigabilidad y su frugalidad, rasgos que, según autores como Crooke, Ibbetson, y Blunt, ya no se encontraban entre la élite. En 1897, Crooke escribió a propósito de los Kurmis : 

Es probablemente la tribu de agricultores la más industriosa y trabajadora en la provincia. La ingeniosidad de sus mujeres ha inspirado un proverbio:
Bhali jât Kurmin, khurpi hât,
Khet nirâwê apan pî kê sâth. 
"Un buen lote es la mujer Kurmi; saca su patata y desherba el campo con su soberano."
Según Susan Bayly, 
En el medio del siglo XIX, recaudadores influyentes contaban que podían saber de que casta era un terrateniente con solo mirar su cosecha. En el norte, según ellos, un campo de 'cebada de secunda calidad' era la marca de un Rajput o un Brahmán enorgullecido de no haber utilizado el arado y de haber guardado secuestradas a sus mujeres. Él mismo tendría la culpa de sus fracasos, hipotecaría sin escrúpulos para después vender sus tierras, eso por mantener a sus dependientes improductivos. Con la misma lógica, un campo de trigo floreciendo no podía ser la obra de un cultivador dos-veces-nacidos ya que el trigo requería habilidad e iniciativa. Para comentadores como Denzil Ibbetson y E. A. H. Blunt, esas eran calidades de 'campesinos no patriciados' – los Jats ahorrativos o los Kurmis astutos en la alta India, .... Virtudes semejantes se encontraban entre pueblos huerteros más pequeños, conocidos en el Hindostán como los Keoris.

### sigloXX
Enfrentando constantes presiones económicas en los fines del siglo XIX y principios del siglo XX, los grupos de terratenientes patriciados exigían con más fervor el trabajo sin sueldo de los Kurmis y otros cultivadores que no eran parte de la élite. Formularon sus demandas como afirmación solemne de sus derechos ancestrales de nacidos-dos-veces y por la alegada inferioridad de los Kurmis, o incluso por su servidumbre, la cual les obligaba a servir. Beneficiando, algunas veces, de la simpatía de los oficiales británicos, y otras veces, del sentimiento igualitario que corría con los movimientos de devoción Visnuistas, especialmente los que se basaban en el Ramcharitmanas de Tulsidas, los Kurmis resistieron masivamente esas demandas. Sin embargo, no era la casta ni las reglas derivadas las que oponían ellos, sino la posición que les correspondía en la estratificación de las castas. Un éxito notable del movimiento Kurmi-kshatriya resultante fue el liderazgo logrado por los Kurmis educados quienes tomaron funciones de bajo o medio nivel en el gobierno. Según William Pinch: 
En esa face, el rol de líder le correspondió a Ramdin Sinha. Ese hombre de buenas relaciones había ganado notoriedad al renunciar de su función como guardo forestal del gobierno en protesta contra una circular provincial de 1894 que mencionaba a los Kurmis como “comunidad decaída" y que por lo tanto, proscribía que fuesen admitidos en los servicios de policía. La oficina del gobernador fue inundada de cartas de indignación del público Kurmi-kshatriya y tuvo que retirar sus alegaciones en un comunicado al departamento de policía, en 1896: "Su Honor [el gobernador] es...de la opinión de que los Kurmis son una comunidad respetable y que sería lamentable excluirla de los servicios del Gobierno."
La primera asociación de casta Kumi fue formada en 1894 en protesta contra la política de reclutamiento de la policía en Lucknow. Luego, fue una organización en Awadh que buscaba incluir a otras comunidades – tales como los Patidars, Marathas, Kapus, Reddys y Naidus — en el nombre Kurmi. Ese órgano hizo campaña para que los Kurmis se declararan Kshatriya en el censo de 1901 y llegó a la formación, en 1910, del partido All India Kurmi Kshatriya Mahasabha. Simultáneamente, los sindicatos de granjeros, o Kisan Sabhas, recién constituidos, — por cultivadores y pastoralistas, cuya mayoridad eran Kurmis, Ahirs, e Yadavs (Goala), inspirados por los mendigos hindúes, como Baba Ram Chandra y Swami Sahajanand Saraswati— denunciaron la ineficiencia y la falacia moral de los terratenientes Brahmanes y Rajputs. En los valles rurales del Ganges de Bihar y de las Provincias Unidas del Este, los cultos Bhakti de Rama, dios-rey Kshatriya mítico en la tradición hindú, y Krishna, vaquero divino de Gokul, eran muy enraizados entre los Kurmis y los Ahirs. Los líderes de Kisan Sabhas apresuraron sus adherentes Kurmis y Ahirs para que se reivindicaran de la autoridad Kshatriya. Presumiendo de la virilidad militar de los granjeros que no eran de la élite, los Kisan Sabhas actuaron a favor de su reclutamiento en el ejército de la India Británica durante la Primera Guerra Mundial; formaron sociedades de protección de la vaca sagrada; pidieron a sus miembros llevar el cordón sagrado de los nacidos dos veces, y, apartando de las tradiciones Kurmis, que secuestraran a sus mujeres a la manera de los Rajputs y Brahmanes.
En 1930, los Kurmis del Bihar se aliaron a los agricultores Yadavs y Koeris en las elecciones locales. Perdieron por mucha diferencia pero en 1934, las tres comunidades dieron nacimiento al Triveni Sangh, de lo cual se dice que alcanzó un millón de adherentes en 1936. Por lo tanto, esa organización padeció la competencia de la Federación Backward Class, que se había formada en el mismo tiempo con el respaldo del Congreso y cuyos jefes de comunidad eran designados por cooptación del partido del Congreso. El Triveni Sangh sufrió un duro revés en las elecciones de 1937, aunque si ganaron en ciertos lugares. Se encontraba debilitado por rivalidades entre castas, particularmente con las castas superiores que les oponía su mayor habilidad organizacional y con los Yadavs convencidos de ser líderes naturales y que los Kurmis eran inferiores. Esos problemas volvieron a presentarse en la siguiente unión dentro del Raghav Samaj con la casta Koeri.
En los años 1970, el Sabha Kurmi Kshatriya indio intentó nuevamente traer a los Koeris a su lado pero la alianza no superó su desunión.
Muchos ejércitos privados de castas aparecieron en Bihar entre los años 1970 y los años 1990. Eran generalmente armados por los hacendados como respuesta a la influencia creciente de los grupos extremistas de Izquierda. Entre ellos, el Bhumi Sena reclutaba sus miembros entre jóvenes de origen Kurmi.